# والنتین فویرشتاین
والنتین فویرشتاین (آلمانی: Valentin Feurstein؛ ۱۸ ژانویه ۱۸۸۵ – ۸ ژوئن ۱۹۷۰) یک ژنرال اتریشی در جنگ جهانی دوم بود.فویرشتاین اولین فرمانده لشکر دوم کوهستانی ورماخت بود.
وی همچنین برندهٔ جوایزی همچون صلیب شوالیه آهنین شد.